# Warren Mundine
Warren Stephen Mundine, né 1956 à Grafton, Nouvelle-Galles du Sud, est un homme politique australien, militant des droits des Aborigènes, et ancien président du Parti travailliste australien. 

## Biographie
Issu du peuple bundjalung, d'une région côtière du nord de Nouvelle-Galles du Sud, en 2006 il est le premier Aborigène élu comme president d'un parti politique australien. Figurant parmi les personnalités indigènes australiennes contemporaines les plus connues, en 2012, il quitte le Parti travailliste. En 2013, le libéral Tony Abbott le nomme  comme conseiller spécial vis-à-vis des affaires indigènes,. En 2016 il est fait officier de l'ordre de l'Australie. 
De 2017 à 2019 il présente une émission télévisée sur la chaîne Sky News, Mundine Means Business, qui présente des Aborigènes ayant réussi dans le milieu de l'entreprise,.
En janvier 2019 il rejoint le Parti libéral (conservateur), et est candidat malheureux de ce parti dans la circonscription de Gilmore aux élections législatives fédérales en mai. En 2023 il s'engage avec la sénatrice Jacinta Price dans la campagne pour le « non » au référendum constitutionnel proposant une « Voix » consultative aborigène. Il accuse la proposition d'« inscrire dans la Constitution une division entre les Australiens selon leur race », ajoutant : « Ma famille et moi avons grandi sous les lois de ségrégation des années 1950 et 1960. Sur les tombes de ma mère et de mon père, je jure qui je vais combattre [cette proposition] ». Évoquant ses propres problèmes en matière de santé mentale, il révèle qu'il a reçu des insultes racistes en réponse à sa prise de position, et qu'il a songé à se suicider,.